# جون آویاما
جون آویاما (انگلیسی: Jun Aoyama؛ زادهٔ ۳ ژانویهٔ ۱۹۸۸) بازیکن فوتبال اهل ژاپن است.
از باشگاه‌هایی که در آن بازی کرده‌است می‌توان به باشگاه فوتبال سرزو اوساکا، باشگاه فوتبال اوراوا رد دیاموندز، و باشگاه فوتبال ناگویا گرامپوس اشاره کرد.
وی همچنین در تیم‌های ملی فوتبال زیر ۱۷ سال و زیر ۲۰ سال ژاپن بازی کرده‌است.